# Petúnia
A petúnia (Petunia) a burgonyafélék (Solanaceae) családjába tartozó növénynemzetség. Dél-amerikai eredetű, trombitaforma virágú fajok tartoznak ide, melyeket dísznövényként az egész világon termesztenek. A legtöbb kerti petúnia hibrid (Petunia x hybrida). A petúnia név a francia nyelvből ered, ahová pedig a tupi-guaraní nyelvek 'petun' = dohány szó átvételével került.

## Eredete
Mintegy 25 lágyszárú, egynyári faj tartozik ebbe a nemzetségbe. Őshazája Brazília, Argentína. Nemesítésével 1830-tól foglalkoznak. Európába a 19. század elején került be két faj, a P. violaceae (syn.: P. integrifolia – ibolyás petúnia) és az önsteril P. axillaris (syn.: P. nyctaginiflora – fehér petúnia). Valószínűleg e két faj kereszteződéséből jött létre a kerti petúnia, amit azóta is nemesítenek, újabb formákat és színeket hoznak létre. Annak ellenére, hogy a nemzetség fajokban szegény, illetve a hibridek előállításában csak két faj szerepelt, mégis az egyik legváltozatosabb egynyári dísznövényünk alakult ki belőle.
Nemesítésével a 19. században elsősorban az angolok és a franciák foglalkoztak, majd a századfordulótól Németországban, Erfurt környékén alakult ki nemesítésének és magtermesztésének Európai központja. A fodros szirmú telt fajtákat 1930-ban a „Sakara” cég állította elő Japánban. Magyarországon 1930-tól foglalkoznak magtermesztésével, és 1950-től a Kertészeti Kutató Intézetben nemesítésével. Cél a bőven elágazó, alacsony, sokvirágú, betegségeknek ellenálló, homozigóta fajták előállítása, amelyek a mi körülményeinknek jobban megfelelnek, mint a külföldi fajták.

## Növénytani jellemzése

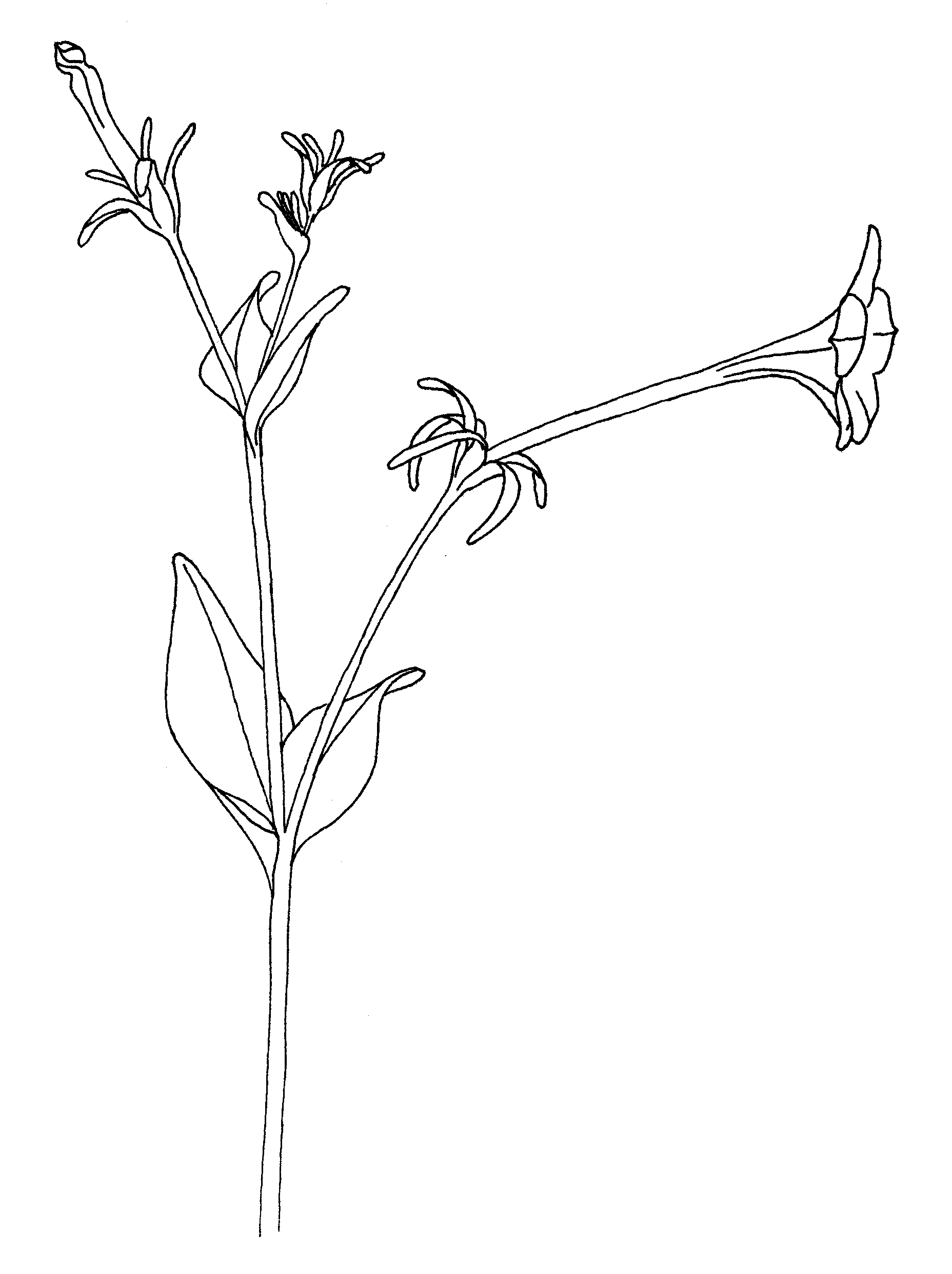
A petúnia hajtásának felépítése

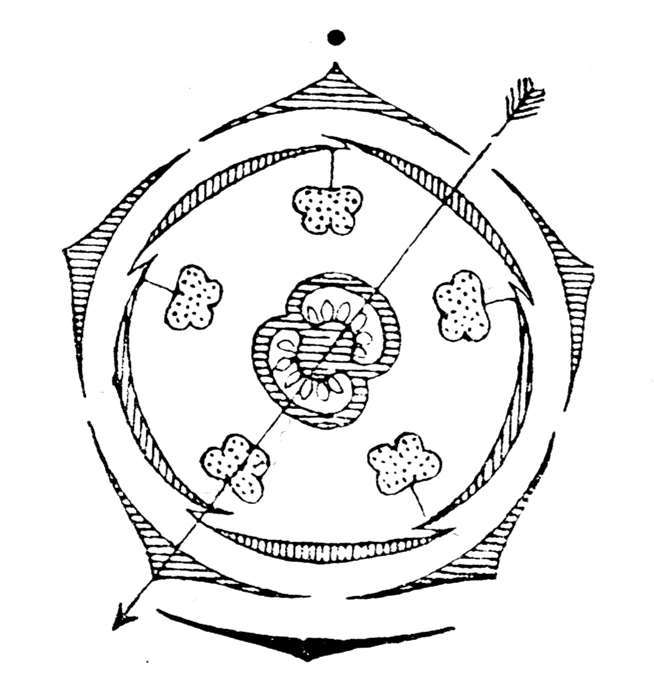
A petúnia virágdiagramja

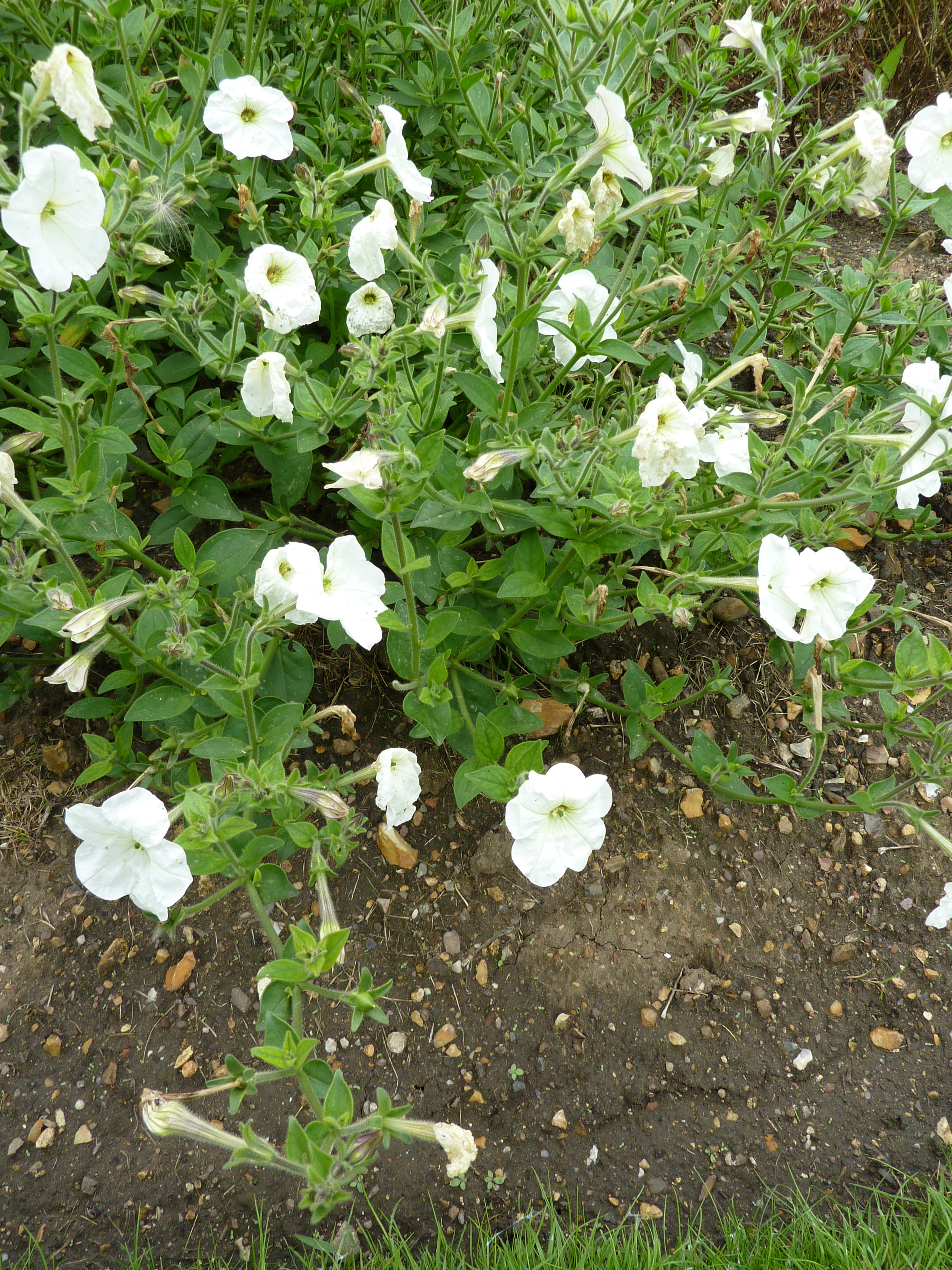
Petunia axillaris (fehér petúnia)

Egyéves, enyves-mirigyszőrös, elfekvő vagy felemelkedő szárú növény. Levele ép szélű, szíves-tojásdad, hosszúkás, száron ülő, szórt állású, halványzöld. Forrtszirmú virágai kocsányon, egyesével nyílnak. 5 szirom- és 5 csészelevele van. A párta keskeny csövű, széles tölcsérű, illatos, fehér rózsaszín, lila. 
Júniustól a fagyokig virágzik. Termése tok, igen apró magvakkal, egy grammban 5-10 ezer mag van.

## Termesztett fajták
A termesztett fajták többféleképpen csoportosíthatóak:
- homozigóta fajták,
- dugványról szaporított klónfajták,
- heterózisfajták,
- dugványról szaporított ámpolna hibridek.

Homozigóta fajták:
Annak ellenére, hogy a heterózis fajták egyre inkább átveszik a főszerepet, a homozigóta fajtáknak még hosszú ideig nagy lesz a jelentőségük: elsősorban fél-intenzív és extrém körülmények között.
- Pendula – 75–80 cm hosszúra elnyúló ámpolnanövények. A száron a csúcs felé folyamatosan nyíló virágai 5–7 cm átmérőjűek.
- Nana vagy Nana Compacta Multiflora – 20–30 cm magas, kis tömött bokor, sok virággal.
- Grandiflora – 80–90 cm hosszúra elnyúló, nagy virágú, balkon petúniák. Virágátmérő 10–12 cm.
- Grandiflora Nana – 25–30 cm magas, kiültetésre is alkalmas, nagy virágú petúniák.
- Superbissima – 60–80 cm elhajló, hullámos szirmú, nagy virágú petúnia, sötéten erezett széles torokkal. Virágátmérő 10–13 cm.
- Superbissima nana – 35–45 cm, szín keverékben kapható.

Dugványról szaporított klónfajták:

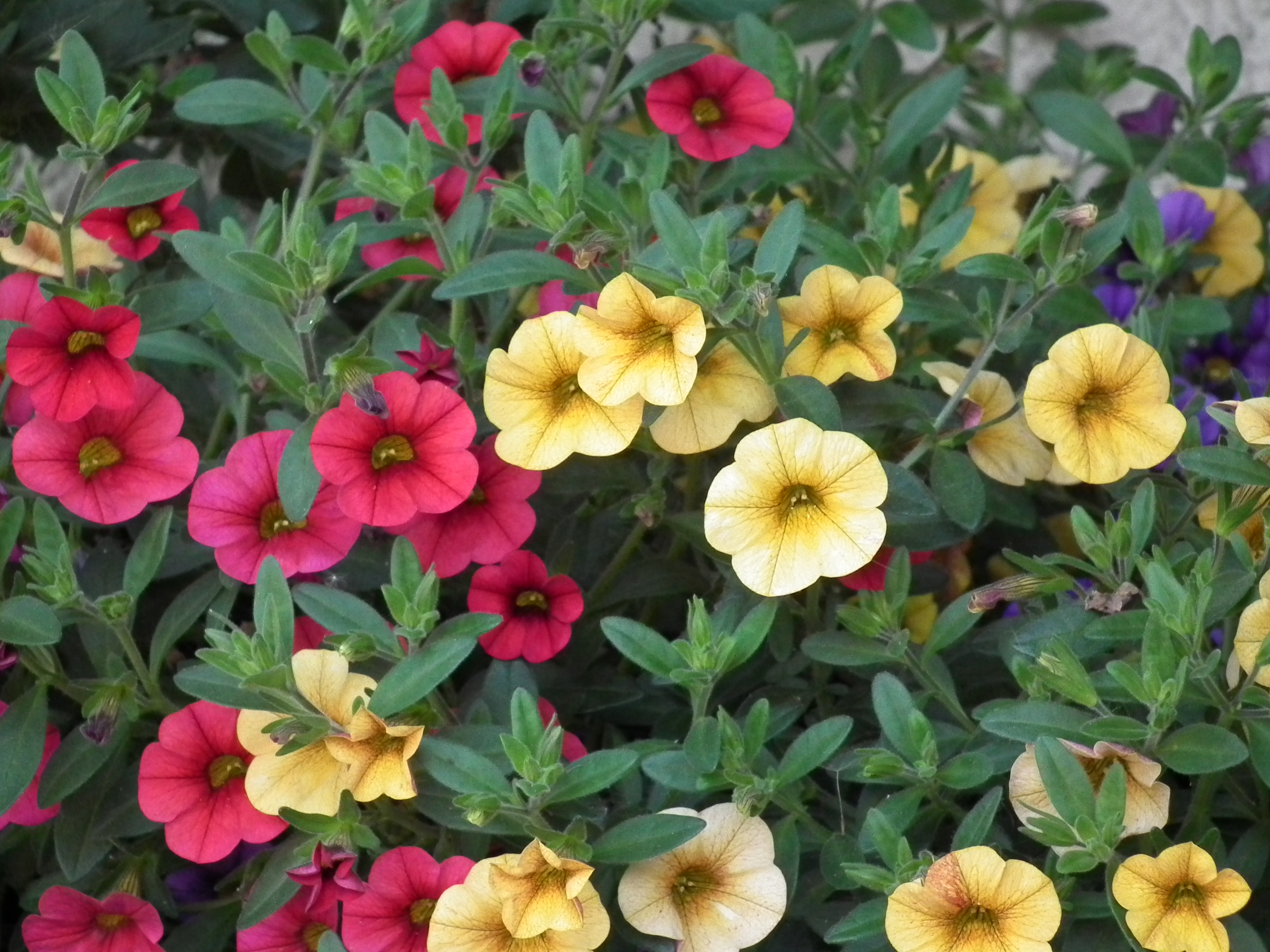
Petunia Calibrachoa "Million bells"

- Fimbriata – 1880-ban állították elő, 80 cm-re elhajló, félig telt heterozigóták. A szirom rojtos és hullámos. A virágátmérő 10–13 cm.
- Fibriata Nana – 1913-ban került forgalomba. 30 cm magas, nagy virágú rojtos petúnia. Nemesítése ma is folyik.
- Plena – a párta többszörösen szabdalt, rojtos, hullámos, és így telet virág hatását kelti. Virágátmérő 5–18 cm.

Heterózis fajták:
A Grandiflora-, Multiflora- és Fibriata Plena F1-fajtacsoportok tartoznak ide, melyek az elődjeiket sok tekintetben is megelőzték (bő virágzás, nagy színskála stb.).
Dugványról szaporított ámpolna hibridek:

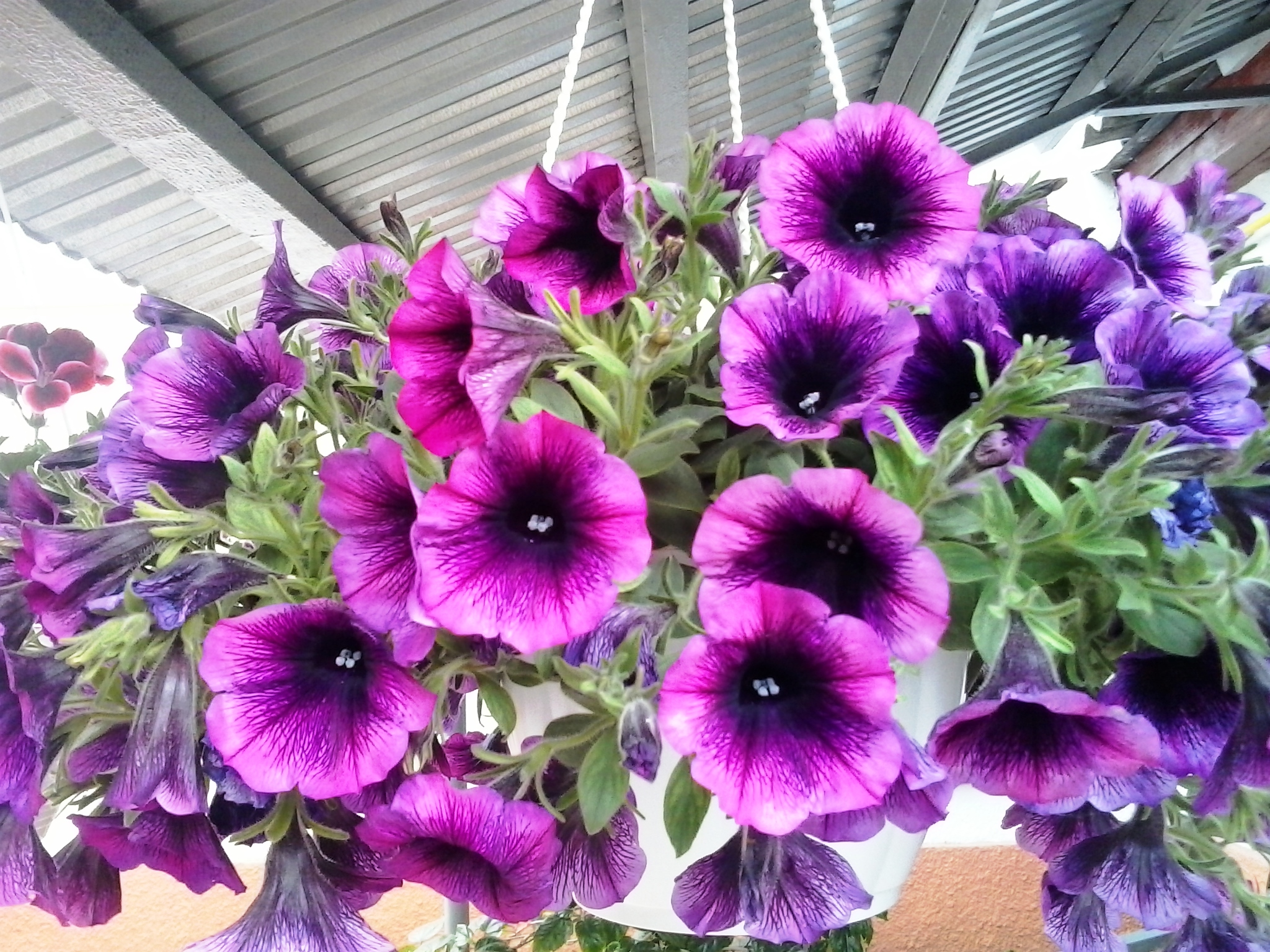
Csüngő petúnia - P. surfinia

- Petunia Surfinia – a japán Suntory cég által nemesítés útján előállított fajtacsoport. A vad fajokkal történő többszörös visszakeresztezés és indukált mutáció eredménye. A Petunia Multiflorához hasonlóan kisebb méretű, de nagyobb tömegű virágait gyors növekedésű, 1,5 m-es hajtásokon hozza. Minden hajtása kifejezetten csüngő, magyarul futópetúnia néven is lehet vele találkozni.
- Petunia Calibrachoa – ez a hibrid fajtasorozat is a japán Suntory cég nemesítése. Többszörös és részben intergenerikus keresztezés útján létrejött, még mindig fejlesztés alatt álló fajtacsoport. Jellegzetessége, hogy Petúnia-szerű virágai lényegesen kisebbek és tömegesen nyílnak egész nyáron.[1]